# انجمن بین‌المللی دادستان‌ها
انجمن بین‌المللی دادستان‌ها (IAP) (به انگلیسی: International Association of Prosecutors) تنها سازمان مردم‌نهاد دادستان‌ها است که در سال ۱۹۹۵ توسط سازمان ملل متحد تأسیس شد.
این سازمان حدود ۲۰۰٬۰۰۰ عضو از بیش از ۱۲۰ کشور دارد. هم‌اکنون بیش از ۱۴۵ عضو سازمان از بیش از ۹۶ حوزه قضایی مختلف، نماینده از همه قاره‌ها دارد. از اعضای سازمان IAP انتظار می‌رود که به استانداردهای مسئولیت حرفه ای و بیانیه وظایف و حقوق اساسی دادستان‌ها بپردازند که توسط IAP در سال ۱۹۹۹ به تصویب رسید. عضویت مزایا و فرصت‌های بسیاری از جمله فرصت حضور در کنفرانس سالانه را به همراه می‌آورد. همایش‌های سالانه و همچنین بحث و گفتگوی پر جنب و جوش و جالب در مورد سؤالاتی که مورد نگرانی عملی دادستان‌ها قرار گرفته‌است، فرصت‌های عالی برای شبکه سازی و آشنایی با همکاران کشورهای دیگر را فراهم می‌کند. همایش‌های سالانه هر سال در سالن‌های مختلف برگزار می‌شود.
کنفرانس‌های منطقه ای در آفریقا، آمریکای لاتین، اروپای غربی، اروپای شرقی / آسیای میانه، آمریکای شمالی و کارائیب و منطقه آسیا و اقیانوسیه اکنون رویدادهای عادی در IAP هستند. اطلاعات مربوط به این رویدادها و سایر رویدادها را می‌توان در وب سایت یافت.
انجمن همچنین خبرنامه‌های منظمی را تهیه می‌کند که به اعضا توزیع می‌شود. علاوه بر این، مقدار قابل توجهی از اطلاعات در وب سایت فقط در دسترس اعضا از جمله مجمع اعضا است که در آن اعضا می‌توانند اطلاعات و تجربیات را تبادل کنند. یک شبکه جهانی دادرس الکترونیکی دادستان‌ها از طریق وب سایت قابل دسترسی است و حاوی اطلاعات زیادی در مورد جرایم سایبری برای دادستان‌ها است. به همین ترتیب، انجمن عدالت کیفری بین‌المللی نیز برای افرادی که به دنبال اطلاعات و تماس در آن منطقه هستند، از طریق وب سایت قابل دسترسی است.